# (70) Panopaea
(70) Panopaea is een grote planetoïde uit de hoofdgordel. Zijn baan ligt dicht bij die van de Eunomia-planetoïdenfamilie; Panopaea is echter een donkere, primitieve koolstofhoudende C-type planetoïde in tegenstelling tot de S-type planetoïden van de Eunomia-planetoïden. De spectra van de planetoïde vertonen aanwijzingen van waterige alteratie. Fotometrische studies geven een rotatieperiode van 15,797 uur en een amplitude van 0,11±0,01 in magnitude. Eerdere studies die suggereerden dat de rotatieperiode twee keer zo lang zou kunnen zijn, werden op basis van verdere waarnemingen verworpen.
Panopaea werd op 5 mei 1861 ontdekt door Hermann Goldschmidt. Het was zijn veertiende en laatste ontdekking van een planetoïde. Zij is genoemd naar Panopea, een nimf in de Griekse mythologie; de naam werd gekozen door Robert Main, voorzitter van de Royal Astronomical Society. In 1862 promoveerde de Zweedse astronoom Nils Christoffer Dunér op een proefschrift over de baanelementen van deze planetoïde.
De baan van (70) Panopaea plaatst haar in een gemiddelde bewegingsresonantie met de planeten Jupiter en Saturnus. De berekende Lyapunov-tijd voor deze planetoïde is 24.000 jaar, wat aangeeft dat hij een chaotische baan heeft die in de loop van de tijd willekeurig zal veranderen als gevolg van gravitationele verstoringen van de planeten.
De planetoïde nadert (16) Psyche regelmatig dicht, zoals op 12 juni 2040 wanneer hij de planetoïde tot op 0,00602 AE zal naderen, en op 2 juni 2095 wanneer hij slechts 0,003372 AE  tot de planetoïde zal naderen.